# Ménoire
Ménoire ist eine französische Gemeinde mit 136 Einwohnern (Stand 1. Januar 2022) im Département Corrèze in der Region Nouvelle-Aquitaine.

## Geografie
Die Gemeinde liegt im Zentralmassiv. Tulle, die Präfektur des Départements befindet sich gut 20 Kilometer nördlich und Argentat 15 Kilometer leicht südöstlich. Im Gemeindegebiet entspringt der gleichnamige Fluss Ménoire und strebt in südlicher Richtung der Dordogne zu.
Nachbargemeinden von Ménoire sind Albussac im Norden, Neuville im Osten, Saint-Hilaire-Taurieux im Südosten, Chenailler-Mascheix im Süden, Lostanges und Le Pescher im Südwesten sowie Beynat im Westen.

## Einwohnerentwicklung
| Jahr      | 1962 | 1968 | 1975 | 1982 | 1990 | 1999 | 2007 | 2016 |
| Einwohner | 81   | 114  | 94   | 87   | 85   | 75   | 83   | 112  |

## Sehenswürdigkeiten
- Brunnen Saint-Martial (Fontaine Saint-Martial)[1]
- Wasserfälle von Gourlastine (Cascades de Gourlastine)[2]